# Patricio Zunini
Patricio Zunini (Buenos Aires, 1974) es un escritor argentino. 

## Biografía
Patricio Norberto Zunini nació en la ciudad de Buenos Aires, Argentina, el 7 de diciembre de 1974, y vive en esa ciudad. Escribe regularmente sobre temas de cultura, educación y literatura en Infobae.   
En 2014, la editorial Mansalva publicó su primer libro, Fogwill: una memoria coral, en el que, a partir de una serie de entrevistas, reconstruye la biografía de Rodolfo Fogwill.  
En 2018 publicó Qué es un escritor: cien preguntas sobre literatura argentina (Ed. Pánico El Pánico, 2018) que se compone por una selección de entrevistas hechas a lo largo de su carrera y que incluye testimonios de autores como Ricardo Piglia, Hebe Uhart, Beatriz Sarlo, Abelardo Castillo, etc.  
Román (Leamos, 2020), con prólogo de Edmundo Paz Soldán, es una mirada personal sobre el jugador de fútbol Juan Román Riquelme, que se incluyó en una colección de libros digitales sobre el deporte.  
En agosto del 2023, publicó Borges en la Biblioteca (Galerna), en el que analiza los años de Jorge Luis Borges como empleado de la Biblioteca Miguel Cané y director de la Biblioteca Nacional. El prólogo es de Pablo Gianera.  
Ese mismo año, con motivo de cumplirse cuarenta años de la democracia, publicó Se va a acabar. Crónicas de la transición democrática en la Argentina. El libro salió en formato ebook por Infobae e incluye testimonios de, entre otros, Graciela Fernández Meijide, Ricardo Gil Lavedra, el general Martín Balza y José Ignacio López.  
Se va a acabar fue presentado en la Feria del Libro por Jorge Fernández Díaz, que dijo: 
Lo celebro porque es un libro que recrea una verdad importantísima, histórica, que empieza a ser cuestionada en el presente. Hay desde el Estado argentino desde hace unos meses, una intención de acabar con lo que ellos llaman “el consenso alfonsinista”, que es el consenso básico sobre el cual se ha hecho la transición y se ha construido esta democracia a la que acusan de la decadencia. Es como que no te salgan bien las cuentas y acusar al sistema métrico decimal. ¿No es un disparate completo? 
El libro más reciente de Patricio Zunini es Borges enamorado (Galerna, 2025), en el que recorre la biografía de Jorge Luis Borges en clave amorosa buscando identificar cómo esas relaciones influyeron en su obra narrativa y poética. 
Ha participado en distintas antologías, como Matar al macho (Letras del Sur, 2020) y Muchachos (Leamos, 2023). Fue director ejecutivo de la Fundación Filba y editor del blog de Eterna Cadencia. En 2024 obtuvo la beca de creación del Fondo Nacional de las Artes.  

### Obra
- Fogwill. Una memoria coral (Ed. Mansalva, 2014)
- Qué es un escritor. Cien preguntas sobre literatura argentina (Ed. Pánico El Pánico, 2018)
- Román (Ed. 2020)
- Borges en la Biblioteca (Galerna, 2023)
- Se va a acabar. Crónicas de la transición democrática en la Argentina (Leamos, 2023)
- Borges enamorado (Galerna, 2025)